# Lista de obras de arte de Lucas Cranach, o Velho

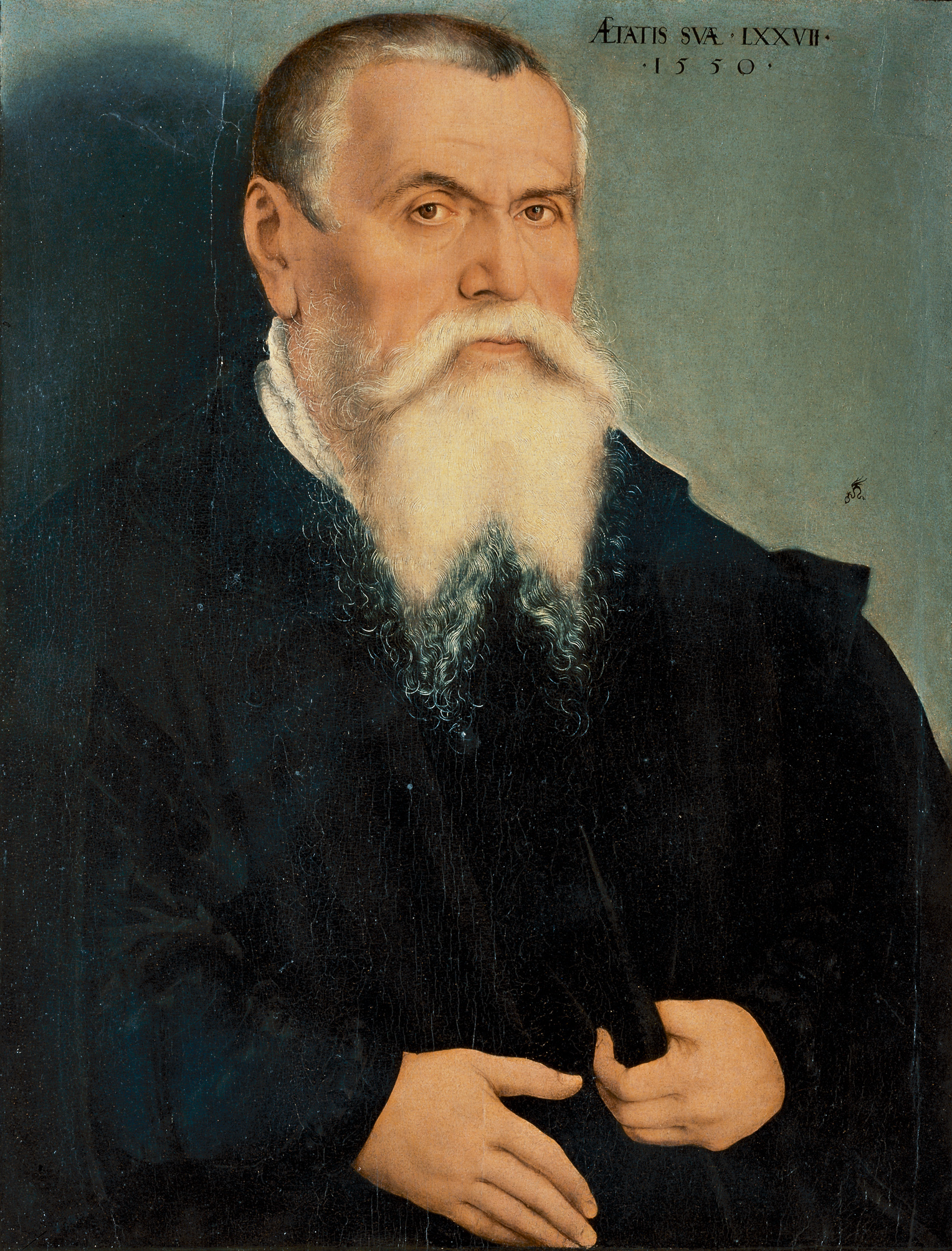
Autoretrato de Lucas Cranach, o Velho.

Esta é uma lista de obras de arte de Lucas Cranach, o Velho, pintor e gravador do século XVI.
Lucas Cranach, o Velho, foi batizado como Lucas Müller. Nasceu no ano de 1472 em Cranach atual Kronach, na Alemanha e faleceu em 16 de outubro de 1553 na localidade de Weimar. 
Foi o principal pintor da Saxônia na época, e um dos mais importante e influente artista da Alemanha do século XVI. Entre sua vasta produção de pinturas e xilogravuras, as mais importantes são retábulos e retratos de juízes e reformadores protestantes, a sua obra retrata muitas mulheres, nus femininos alongados e senhoras elegantemente vestidas, com temas relacionados a Bíblia ou mitologia. 
Lucas Cranach não assinou seus trabalhos com seu nome completo. Os primeiros, antes de 1504, não foram assinados; de 1504 a 1506, sua assinatura consistia de um “LC” entrelaçado; de 1506 a 1509, utilizou as iniciais separadas “LC”; de 1509 a 1514, passou a utilizar as iniciais espaçadas e seu brasão de armas aonde se destaca uma serpente alada, que se tornou sua única assinatura em 1515. Todas as obras, mesmo aquelas que foram criadas por seus assistentes passaram a utilizar esta marca, que também foi usada por seu filho Lucas Cranach, o Jovem até a morte em 1586. Esta pratica deu origem a muitos problemas de atribuição de autoria que ainda permanecem sem solução. O fato de tão poucos trabalhos conterem qualquer data complica ainda mais o estabelecimento de uma cronologia dos trabalhos de Cranach.

## 
| Imagem | Título                        | Data | Coleção                         | Localização                 | Gênero     | Descrito em |
| ------ | ----------------------------- | ---- | ------------------------------- | --------------------------- | ---------- | ----------- |
|        | crucifixion                   | 1502 | Metropolitan Museum of Art      |                             |            |             |
|        | Saint Catherine of Alexandria | 1510 | Museumslandschaft Hessen Kassel | Gemäldegalerie Alte Meister | arte sacra |             |

## altar
| Imagem | Título       | Data | Coleção | Localização          | Gênero | Descrito em |
| ------ | ------------ | ---- | ------- | -------------------- | ------ | ----------- |
|        | Prague Altar | 1520 |         | Catedral de São Vito |        |             |

## aquarela
| Imagem | Título                     | Data | Coleção                     | Localização                 | Gênero      | Descrito em |
| ------ | -------------------------- | ---- | --------------------------- | --------------------------- | ----------- | ----------- |
|        | Two Dead Bohemian Waxwings | 1530 | Kupferstichkabinett Dresden | Kupferstichkabinett Dresden | arte animal |             |

## ciclo de pinturas
| Imagem | Título                                 | Data | Coleção | Localização     | Gênero | Descrito em |
| ------ | -------------------------------------- | ---- | ------- | --------------- | ------ | ----------- |
|        | Cycles of Passion by Lucas Cranach (I) |      |         |                 |        |             |
|        | Passionszyklus                         |      |         | Halle Cathedral |        |             |

## conjunto de pinturas
| Imagem | Título                                   | Data | Coleção      | Localização  | Gênero  | Descrito em |
| ------ | ---------------------------------------- | ---- | ------------ | ------------ | ------- | ----------- |
|        | Portraits of Johannes and Anna Cuspinian | 1502 | Am Römerholz | Am Römerholz | retrato |             |
|        | The Golden Age                           | 1530 |              |              |         |             |
|        | Venus and Cupid                          |      |              |              |         |             |
|        | The Nymph at the Fountain                |      |              |              |         |             |

## desenho
| Imagem | Título                                | Data       | Coleção                                                       | Localização                  | Gênero  | Descrito em |
| ------ | ------------------------------------- | ---------- | ------------------------------------------------------------- | ---------------------------- | ------- | ----------- |
|        | Hercules Relieving Atlas of the Globe | 1530       | Galeria Nacional de Arte Desenhos da Galeria Nacional de Arte | Galeria Nacional de Arte     |         |             |
|        | Nude man standing                     | século XVI | Kupferstichkabinett Berlin                                    |                              |         |             |
|        | Judith                                | século XVI |                                                               |                              | retrato |             |
|        | Liegender weiblicher Akt mit Kind     |            |                                                               | Kupferstichkabinett Dresden  |         |             |
|        | Adam and Eve                          |            | Museum Boymans-van Beuningen                                  | Museum Boymans-van Beuningen |         |             |
|        | The Last Supper                       |            | Departamento de Artes Gráficas do Museu do Louvre             | Petit format                 |         |             |

## díptico
| Imagem | Título                          | Data | Coleção          | Localização                                        | Gênero | Descrito em |
| ------ | ------------------------------- | ---- | ---------------- | -------------------------------------------------- | ------ | ----------- |
|        | Diptych: Two Electors of Saxony | 1509 | National Gallery | Cranach the Elder, Huber and Seisenegger - room 16 |        |             |

## estampa
| Imagem | Título                                                                              | Data | Coleção                                                                         | Localização              | Gênero    | Descrito em |
| ------ | ----------------------------------------------------------------------------------- | ---- | ------------------------------------------------------------------------------- | ------------------------ | --------- | ----------- |
|        | Christ on the Cross Between the Virgin and Saint John                               | 1502 | Galeria Nacional de Arte Gravuras na Galeria Nacional de Arte                   | Galeria Nacional de Arte |           |             |
|        | The Ecstasy of Saint Mary Magdalene                                                 | 1506 | Galeria Nacional de Arte Gravuras na Galeria Nacional de Arte                   | Galeria Nacional de Arte |           |             |
|        | The Ecstasy of Saint Mary Magdalene                                                 | 1506 | Galeria Nacional de Arte Gravuras na Galeria Nacional de Arte Coleção Rosenwald | Galeria Nacional de Arte |           |             |
|        | Saint George Standing, with Two Angels                                              | 1506 | Galeria Nacional de Arte Gravuras na Galeria Nacional de Arte Coleção Rosenwald | Galeria Nacional de Arte |           |             |
|        | The Temptation of Saint Anthony                                                     | 1506 | Galeria Nacional de Arte Gravuras na Galeria Nacional de Arte Coleção Rosenwald | Galeria Nacional de Arte |           |             |
|        | The Archangel Michael Weighing a Soul                                               | 1506 | Galeria Nacional de Arte Gravuras na Galeria Nacional de Arte Coleção Rosenwald | Galeria Nacional de Arte |           |             |
|        | A Saxon Prince on Horseback                                                         | 1506 | Galeria Nacional de Arte Gravuras na Galeria Nacional de Arte Coleção Rosenwald | Galeria Nacional de Arte |           |             |
|        | David and Abigail                                                                   | 1509 | Galeria Nacional de Arte Gravuras na Galeria Nacional de Arte Coleção Rosenwald | Galeria Nacional de Arte |           |             |
|        | The Second Tournament with the Tapestry of Samson and the Lion                      | 1509 | Galeria Nacional de Arte Gravuras na Galeria Nacional de Arte Coleção Rosenwald | Galeria Nacional de Arte |           |             |
|        | The Third Tournament                                                                | 1509 | Galeria Nacional de Arte Gravuras na Galeria Nacional de Arte Coleção Rosenwald | Galeria Nacional de Arte |           |             |
|        | Frederick the Wise and John the Constant of Saxony                                  | 1509 | Galeria Nacional de Arte Gravuras na Galeria Nacional de Arte Coleção Rosenwald | Galeria Nacional de Arte |           |             |
|        | The Rest on the Flight into Egypt                                                   | 1520 | Galeria Nacional de Arte Gravuras na Galeria Nacional de Arte Coleção Rosenwald | Galeria Nacional de Arte |           |             |
|        | Luther as an Augustinian Friar                                                      | 1520 | Galeria Nacional de Arte Gravuras na Galeria Nacional de Arte Coleção Rosenwald | Galeria Nacional de Arte |           |             |
|        | Saint John the Evangelist                                                           |      | Galeria Nacional de Arte Gravuras na Galeria Nacional de Arte                   | Galeria Nacional de Arte |           |             |
|        | Marcus Curtius Plunging into the Chasm                                              |      | Galeria Nacional de Arte Gravuras na Galeria Nacional de Arte Coleção Rosenwald | Galeria Nacional de Arte |           |             |
|        | Saint Anne and the Virgin with the Child                                            |      | Galeria Nacional de Arte Gravuras na Galeria Nacional de Arte Coleção Rosenwald | Galeria Nacional de Arte |           |             |
|        | Saint George and the Dragon                                                         |      | Galeria Nacional de Arte Gravuras na Galeria Nacional de Arte Coleção Rosenwald | Galeria Nacional de Arte |           |             |
|        | Saint Bernard Adoring the Man of Sorrows                                            |      | Galeria Nacional de Arte Gravuras na Galeria Nacional de Arte Coleção Rosenwald | Galeria Nacional de Arte |           |             |
|        | Saint Matthew                                                                       |      | Galeria Nacional de Arte Gravuras na Galeria Nacional de Arte Coleção Rosenwald | Galeria Nacional de Arte |           |             |
|        | Saint Jude                                                                          |      | Galeria Nacional de Arte Gravuras na Galeria Nacional de Arte Coleção Rosenwald | Galeria Nacional de Arte |           |             |
|        | Saint John the Evangelist                                                           |      | Galeria Nacional de Arte Gravuras na Galeria Nacional de Arte Coleção Rosenwald | Galeria Nacional de Arte |           |             |
|        | Saint Andrew                                                                        |      | Galeria Nacional de Arte Gravuras na Galeria Nacional de Arte Coleção Rosenwald | Galeria Nacional de Arte |           |             |
|        | The Holy Kinship                                                                    |      | Galeria Nacional de Arte Gravuras na Galeria Nacional de Arte Coleção Rosenwald | Galeria Nacional de Arte |           |             |
|        | Bookplate of Scheurl and Tucher                                                     |      | Galeria Nacional de Arte Gravuras na Galeria Nacional de Arte Coleção Rosenwald | Galeria Nacional de Arte | ex libris |             |
|        | Saint Andrew                                                                        |      | Galeria Nacional de Arte Gravuras na Galeria Nacional de Arte Coleção Rosenwald | Galeria Nacional de Arte |           |             |
|        | The Virgin and Child Adored by Frederic the Wise of Saxony                          |      | Galeria Nacional de Arte Gravuras na Galeria Nacional de Arte Coleção Rosenwald | Galeria Nacional de Arte |           |             |
|        | Ecce Homo                                                                           |      | Galeria Nacional de Arte Gravuras na Galeria Nacional de Arte Coleção Rosenwald | Galeria Nacional de Arte |           |             |
|        | Saint James the Greater                                                             |      | Galeria Nacional de Arte Gravuras na Galeria Nacional de Arte Coleção Rosenwald | Galeria Nacional de Arte |           |             |
|        | The Reformers Luther and Hus Giving Communion to the Princes of the House of Saxony |      | Galeria Nacional de Arte Gravuras na Galeria Nacional de Arte Coleção Rosenwald | Galeria Nacional de Arte |           |             |

## gravura em cobre
| Imagem | Título                                        | Data | Coleção | Localização | Gênero  | Descrito em |
| ------ | --------------------------------------------- | ---- | --- | --- | ------- | ----------- |
|        | The Penance of St. John Chrysostom            | 1509 | Museum Boymans-van Beuningen Galeria Nacional de Arte Gravuras na Galeria Nacional de Arte Coleção Rosenwald Museu de Arte de Cleveland | Museum Boymans-van Beuningen Galeria Nacional de Arte Museu de Arte de Cleveland Los Angeles County Museum of Art |         |             |
|        | Portrait of Martin Luther as Augustinian monk | 1520 | Victoria and Albert Museum Museu Nacional Alemão Kupferstichkabinett Berlin Museu Britânico                                             | Victoria and Albert Museum Museu Nacional Alemão                                                                  | retrato |             |

## pair of paintings
| Imagem | Título          | Data           | Coleção                                                                                       | Localização                | Gênero     | Descrito em |
| ------ | --------------- | -------------- | --------------------------------------------------------------------------------------------- | -------------------------- | ---------- | ----------- |
|        | The Fall of Man | década de 1510 | Museu de História da Arte em Viena Painting collection of Archduke Leopold Wilhelm of Austria | German Painters - Salon IX | arte sacra |             |
|        | Adam and Eve    | 1512           | Museu de Belas Artes                                                                          |                            | arte sacra |             |

## pendant
| Imagem | Título                                             | Data | Coleção               | Localização                         | Gênero  | Descrito em |
| ------ | -------------------------------------------------- | ---- | --------------------- | ----------------------------------- | ------- | ----------- |
|        | Portraits of Martin Luther and Philipp Melanchthon | 1543 | Galleria degli Uffizi | Dürer and German painting - hall 20 | retrato |             |

## peça-de-altar
| Imagem | Título                                 | Data | Coleção | Localização           | Gênero | Descrito em |
| ------ | -------------------------------------- | ---- | ------- | --------------------- | ------ | ----------- |
|        | Hauptaltar of St. Wolfgang, Schneeberg | 1539 |         | St. Wolfgang's Church |        |             |

## pintura
{{Lista do Wikidata/RT/Lista de pinturas 4
| Imagem | Título                                                                    | Data                | Coleção                                                                | Localização                                                   | Gênero             | Descrito em |
| ------ | ------------------------------------------------------------------------- | ------------------- | ---------------------------------------------------------------------- | ------------------------------------------------------------- | ------------------ | ----------- |
|        | Pietà                                                                     | 1472                | Detroit Institute of Arts                                              | Detroit Institute of Arts                                     | arte sacra         |             |
|        | Portrait of Katharina Frey or Fürleger                                    | 1497                | Museu de Belas Artes                                                   | Museu de Belas Artes                                          | retrato            |             |
|        | Samson vanquishing the lion                                               | 1497                | No/unknown value                                                       | Führermuseum Munich Central Collecting Point                  | arte sacra         |             |
|        | The Virgin and Child with Saint Barbara and Saint Catherine of Alexandria | 1520 1497           | Führermuseum Munich Central Collecting Point The Lobkowicz Collections | Führermuseum Munich Central Collecting Point Lobkowicz Palace | arte sacra         |             |
|        | 6 persons, girls playing with an old man                                  | 1497                | Führermuseum Munich Central Collecting Point                           | Führermuseum Munich Central Collecting Point                  | pintura de género  |             |
|        | Herkules and four women                                                   | 1497                | Führermuseum Munich Central Collecting Point                           | Führermuseum Munich Central Collecting Point                  | pintura mitológica |             |
|        | man of sorrows                                                            | 1497                | Führermuseum Munich Central Collecting Point                           | Führermuseum Munich Central Collecting Point                  | arte sacra         |             |
|        | Crucificação                                                              | década de 1500      | Museu de História da Arte em Viena Schottenstift                       | Deutsche Malerei - Kabinett 16                                | arte sacra         |             |
|        | House altar of Count William II of Hessen                                 | década de 1500      | Museumslandschaft Hessen Kassel                                        | Gemäldegalerie Alte Meister                                   | arte sacra         |             |
|        | Eve                                                                       | década de 1500      | Musée des Beaux-Arts et d'Archéologie de Besançon                      | Musée des Beaux-Arts et d'Archéologie de Besançon             | arte sacra         |             |
|        | Portrait of a clean-shaven young man                                      | 1500                | Hessian House Foundation                                               |                                                               | retrato            |             |
|        | Portrait of Margrave Kasimir of Brandenburg-Kulmbach                      | década de 1500      | Museu Nacional Alemão                                                  | Museu Nacional Alemão                                         | retrato            |             |
|        | Penitent Saint Jerome                                                     | 1502                | Museu de História da Arte em Viena                                     | Museu de História da Arte em Viena                            | arte sacra         |             |
|        | Portrait of Johannes Cuspinian                                            | década de 1500 1502 | Kunst Museum Winterthur                                                | Kunst Museum Winterthur                                       | retrato            |             |
|        | Portrait of Anna Cuspinian                                                | década de 1500 1502 | Kunst Museum Winterthur                                                | Kunst Museum Winterthur                                       | retrato            |             |
|        | The Stigmatisation of St Francis                                          | década de 1500      | Galeria Belvedere                                                      | Galeria Belvedere                                             | arte sacra         |             |
|        | St Valentine and a Kneeling Donator                                       | década de 1500      | Academia de Belas-Artes de Viena                                       | Academia de Belas-Artes de Viena                              | arte sacra         |             |
|        | The Crucifixion                                                           | 1503                | Alte Pinakothek, upper floor, gallery II                               | Alte Pinakothek, upper floor, gallery II                      | arte sacra         |             |
|        | Portrait of the wife of a jurist                                          | 1503                | Gemäldegalerie                                                         | Gemäldegalerie Heidecksburg                                   | retrato            |             |
|        | Christ on the cross with Mary and John                                    | 1503                |                                                                        |                                                               | arte sacra         |             |
|        | The Martyrdom of St Catherine                                             | década de 1500      | Ráday Collection                                                       |                                                               | arte sacra         |             |
|        | Descanso na fuga para o Egito                                             | 1504                | Gemäldegalerie                                                         | Gemäldegalerie                                                | arte sacra         |             |
|        | Saints Christina and Ottilia                                              | 1506                | National Gallery                                                       | National Gallery                                              | arte sacra         |             |
|        | Saints Genevieve and Apollonia                                            | 1506                | National Gallery                                                       | National Gallery                                              | arte sacra         |             |
| p18 =  | label = Altarpiece with the Martyrdom of St Catharine                     | data =              |                                                                        |                                                               |                    |             |

1. 1 2  Friedrich Thöne Donald King (1 de janeiro de 2019). «Lucas Cranach, the Elder» (em inglês). Encyclopædia Britannica, Inc. Consultado em 11 de fevereiro de 2020